# Eduardo Franco

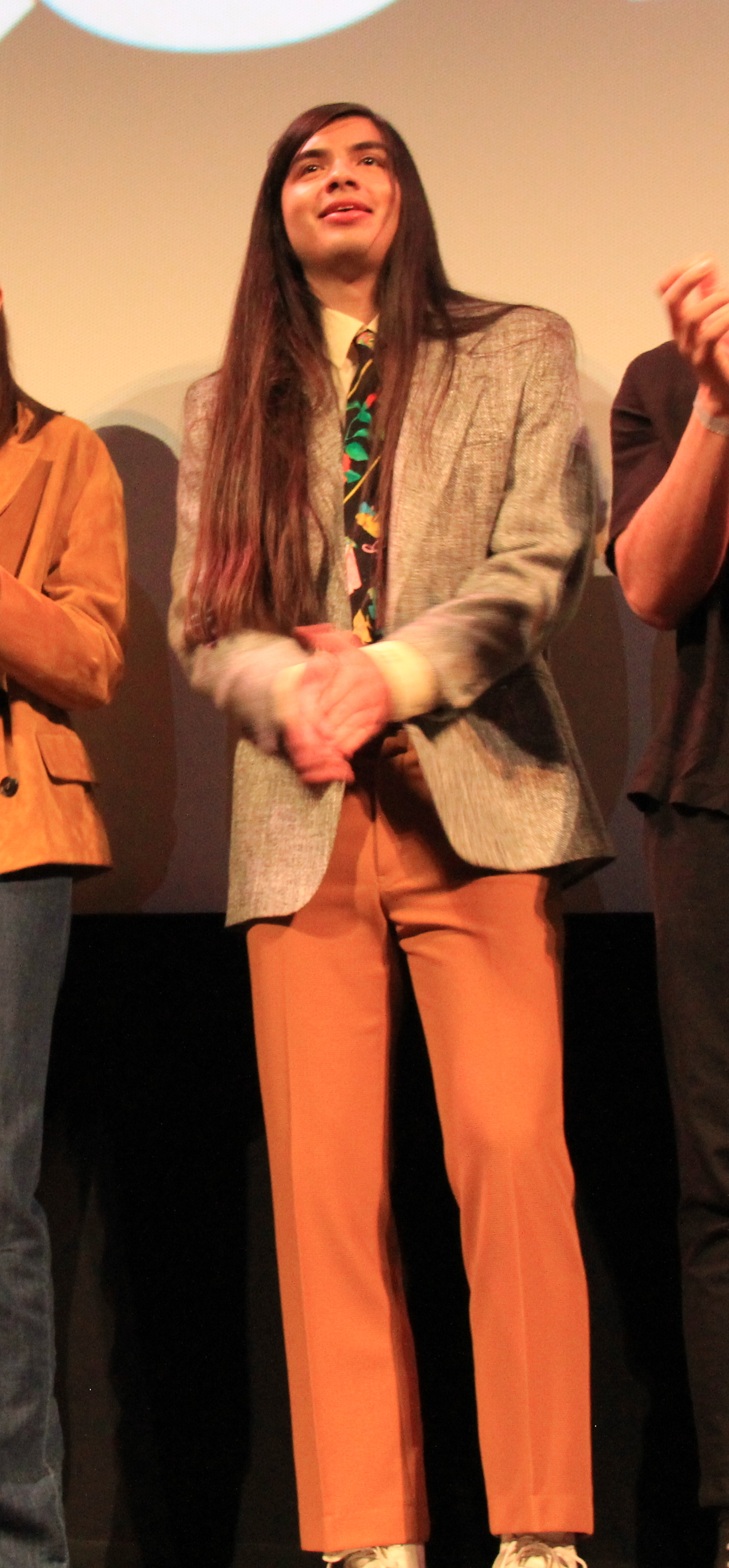
Eduardo Franco, 2019

Eduardo Franco (* 11. November 1995) ist ein US-amerikanischer Schauspieler.
Er ist am bekanntesten durch seine Rollen als Argyle in Netflix’ populärem Sci-Fi-Drama Stranger Things, Theo im Coming-of-Age-Spielfilm Booksmart und Spencer Diaz in der Mockumentary-Serie American Vandal.

## Leben und Karriere
Franco wurde in der Stadt Yuma (Arizona) im Südwesten von Arizona als Sohn mexikanischer Eltern geboren.
Franco spielte zunächst in einer Reihe von Fernsehkomödien mit. Er erhielt die Rolle von Gavis in der Adam-Ruins-Everything-Folge Adam Ruins Dating, die am 1. August 2017 ausgestrahlt wurde. Seine erste große Rolle spielte er 2017 als Spencer Diaz in der ersten Staffel der Netflix-Komödie American Vandal. 2019 hatte er eine Nebenrolle in dem von der Kritik gefeierten Comedy-Film Booksmart. Er trat auch in mehreren landesweiten Werbespots auf, darunter Spots für GEICO, Samsung und TurboTax. 2020 spielte Franco in einer Hauptrolle als Andrew in dem Hulu-Film „The Binge“.
Im Jahr 2022 erlangte Franco Bekanntheit durch die Rolle des Argyle in der vierten Staffel von Stranger Things. Zunächst vorgesprochen hatte er für die Rolle von Eddie Munson.

## Filmografie (Auswahl)
- 2015–2017: Adam Ruins Everything (Fernsehserie, 4 Folgen)
- 2015–2017: Gamer's Guide to Pretty Much Everything (Fernsehserie, 11 Episoden)
- 2016: The Skinny (Fernsehserie, 1 Folge)
- 2016: You're the Worst (Fernsehserie, 1 Folge)
- 2017: Lopez (Fernsehserie, 1 Folge)
- 2017: Idiotsitter (Fernsehserie, 1 Folge)
- 2017: Good Game (Fernsehserie, 1 Folge)
- 2017: American Vandal (Fernsehserie, 6 Folgen)
- 2017: Lady Dynamite (Fernsehserie, 1 Folge)
- 2018: The Cool Kids (Fernsehserie, 1 Folge)
- 2018: The Package
- 2019: Booksmart
- 2019: Those Who Can't (Fernsehserie, 1 Folge)
- 2019: Tacoma FD (Fernsehserie, 1 Folge)
- 2019: Labeled (Fernsehfilm)
- 2020: The Binge
- 2020: Superintelligence
- 2020: Conan (Late-Night-Show) (1 Folge)
- 2021: We Broke Up
- 2021: Queenpins
- 2021: Koati
- 2022: Stranger Things (Fernsehserie, 8 Folgen)
- 2022: The Binge 2: It's A Wonderful Binge
- 2024: Y2K

### Synchronisation
- Seit 2021: Gabby's Dollhouse (Fernsehserie)
- 2023: Ruby taucht ab